# Iglesia de Sant Joan de Caselles
Sant Joan de Caselles. Iglesia románica de finales del siglo XII con campanario de torre. Debido a su belleza, es considerada como uno de los ejemplos más populares de la arquitectura románica religiosa andorrana. Se encuentra en el antiguo camino de Canillo, hoy carretera nacional, en dirección a Francia.

## Historia
Se encuentra deficientemente documentada en época medieval. No obstante, se conservan documentos de los años 1162 y 1176 que ya hacen referencia a la población de Canillo. La primera referencia expresa a la iglesia se encuentra en una visita pastoral del arzobispo que data del año 1312. En dicho documento se precisa que Sant Joan de Caselles se encuentra bajo la custodia del rector de la iglesia parroquial de Canillo.

## Exterior

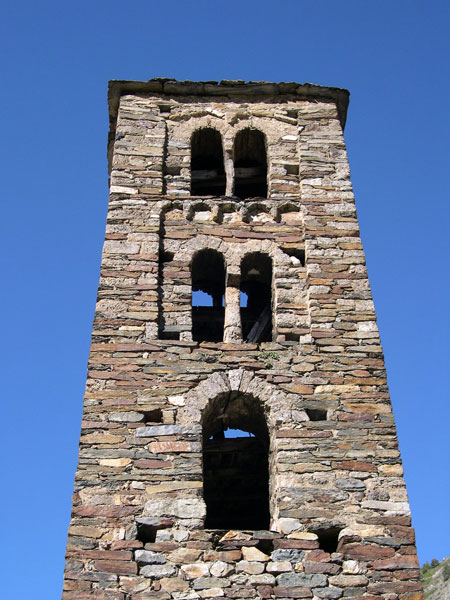
Campanario.

El templo de Caselles presenta una sola nave rectangular, alta y sencilla, con ábside semicircular al este construido con posterioridad a la nave. La nave se remata con una sencilla cubierta de madera.
En el lado norte de la nave se eleva el elemento más característico del templo: su campanario. Se trata de una torre de planta cuadrangular. Presenta tres niveles de ventanales, los dos superiores geminados, decorados con bandas y arcuaciones de estilo lombardo. Actualmente se comunica con el interior del templo mediante un cuerpo rectangular, añadido, si bien el campanario, en origen, era independiente del resto del templo, lo que lo convierte en un caso único en el Principado.
Esta iglesia presenta, como carácter excepcional, la puerta de acceso a su interior en el lado norte de la nave.
La explicación de este cambio de emplazamiento es muy sencilla: el lado sur del templo, a donde debería abrirse, se levanta sobre un precipicio que cae directamente sobre el río Valira de Oriente.

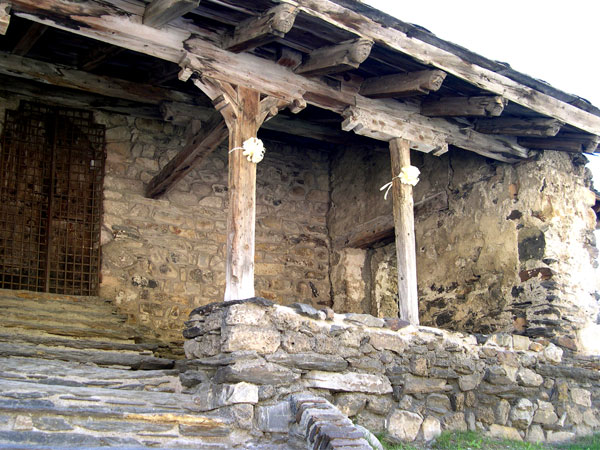
Pórtico norte.

De los dos pórticos que tiene la iglesia, el que ocupa el emplazamiento original es el del norte, que sirve de cobijo a la puerta; consiste en realidad en dos porches adosados con un banco corrido de piedra y cubierta de vigas de madera y losas de pizarra. El segundo porche, a los pies del templo, en su lado oeste, fue añadido siglos después.
La sagrera que rodeaba el templo, y que aún puede apreciarse en fotografías no muy antiguas, fue desapareciendo a medida que se ampliaba la carretera general que comunica Andorra con Francia.

## Interior

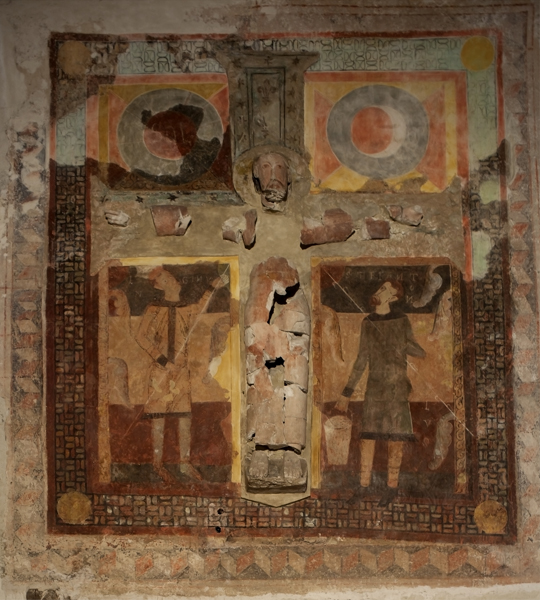
Cristo en Majestad.

En el interior del edificio se conservan diferentes piezas artísticas, siendo la principal una imagen en estuco de grandes dimensiones del Cristo en Majestad, enmarcada por un mural con pinturas al fresco que describen escenas del Calvario, obras del siglo XII.
También resulta de una calidad excepcional el retablo gótico de principios del siglo XVI y atribuido al llamado "Maestro de Canillo", que contiene diversas escenas de la vida de San Juan (patrón de la iglesia) y de sus visiones en Patmos y, en la predela, de la pasión y muerte de Nuestro Señor Jesucristo.

## Restauración
Entre 1934 y 1935, el arquitecto Cèsar Martinell, en nombre de los Amics de l’Art Vell, restauró la cubierta del ábside, el campanario y el porche de la fachada principal. Entre 1962 y 1963 se restauraron el retablo del siglo XVI, el interior de la nave y el cristo de estuco del muro sur. Posteriormente, desde los servicios de Patrimoni Cultural de Andorra se han hecho varias excavaciones y actuaciones destinadas a su conservación.

## Galería de imágenes

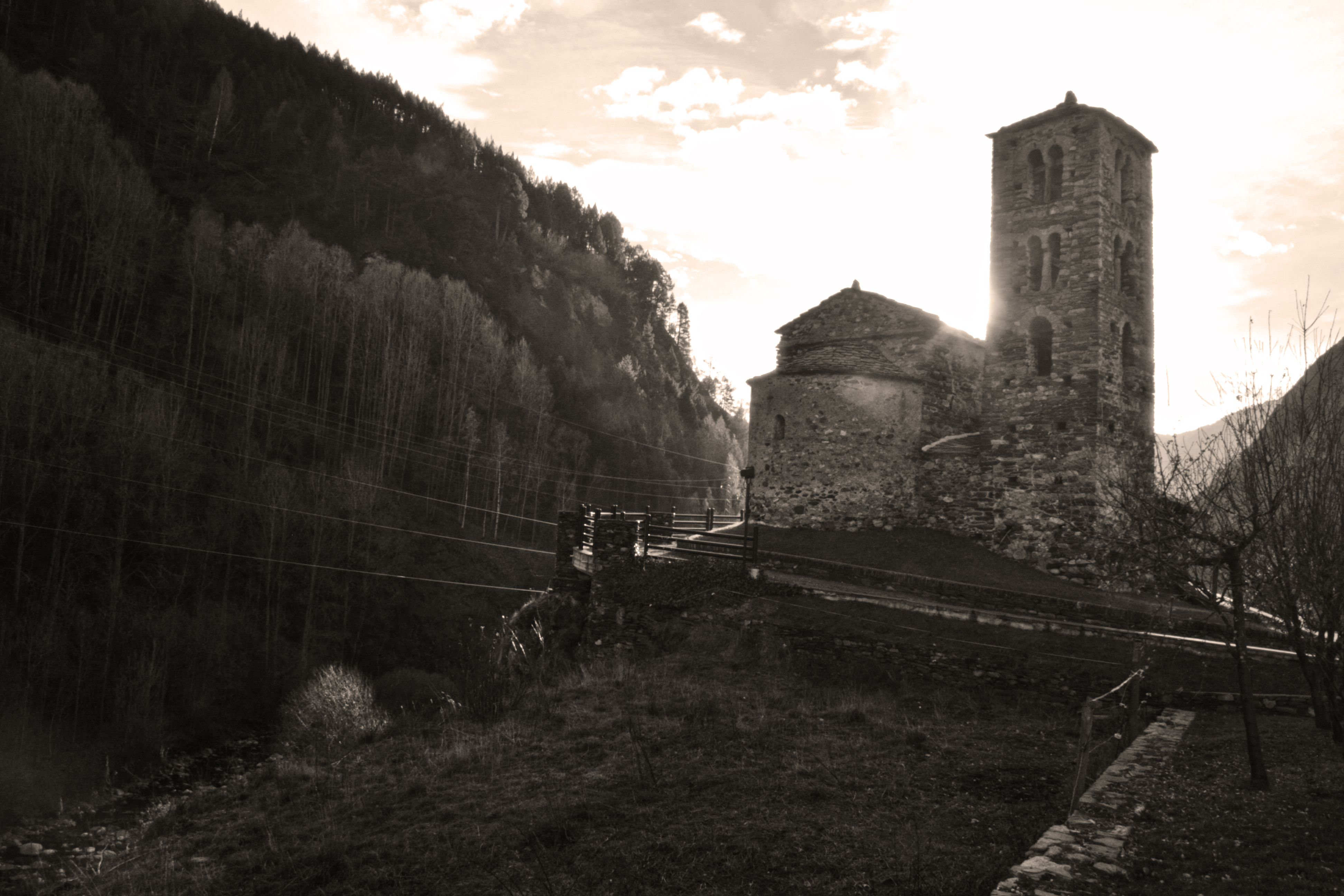
Vista desde el NE.
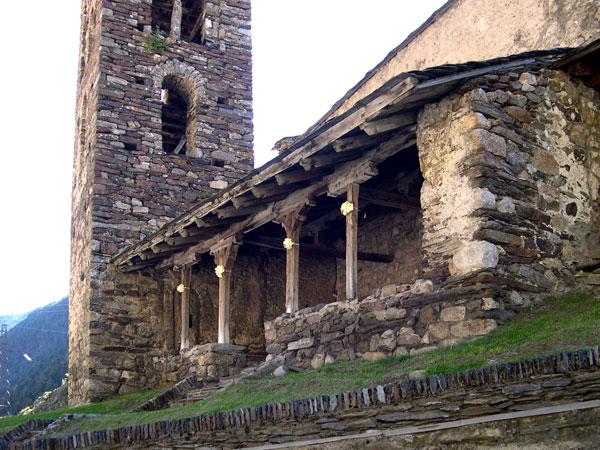
Vista desde el NO.
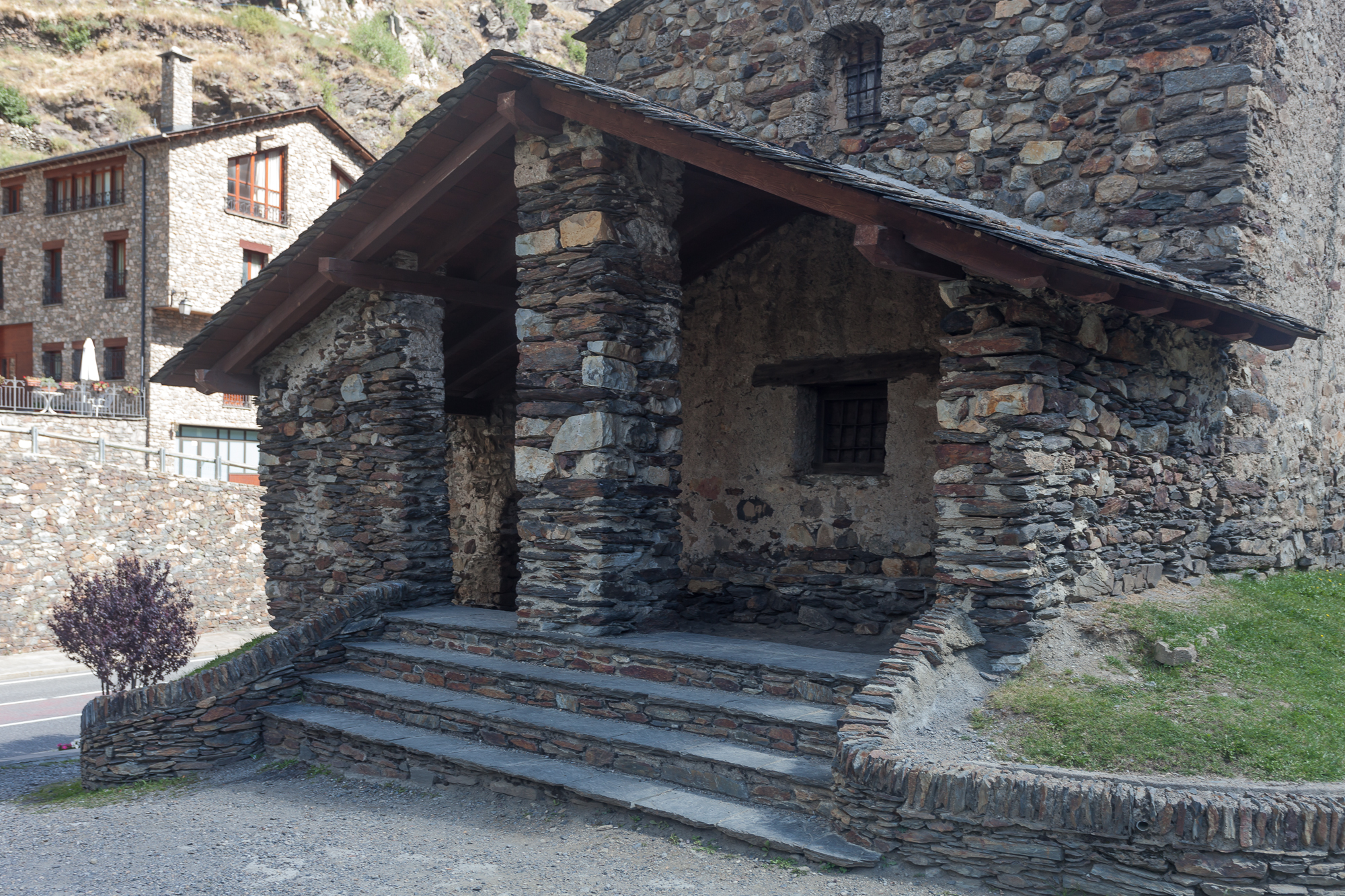
Pórtico O.